# Красная Горка (Чувашия)
Кра́сная Го́рка (чув. Хӗрлӗту) — деревня в Цивильском районе Чувашской Республики в составе Второвурманкасинского сельского поселения.

## География
Расстояние до Чебоксар 27 км, до районного центра — города Цивильск — 10 км, до железнодорожной станции 16 км. Деревня расположена рядом с автодорогой федерального значения М7 «Волга».

### Административно-территориальная принадлежность
В XIX веке в составе Чемерчеевской, Цивильской волостей Цивильского уезда, с 1927 года — в составе Цивильского района. Сельские советы: с 1 октября 1927 года — Янзакасинский, с 14 июня 1956 года — Первомайский:174.

## История
Образовалась в XIX веке как выселок деревни Байду́шево (ныне село Байдуши), околоток деревни Акму́рзина (ныне деревня Ситчараки). Жители до 1866 года — государственные крестьяне; занимались земледелием, животноводством, рогожно-кулеткацким и сапожно-башмачным промыслами. В 1930 году образован колхоз «Канаш». По состоянию на 1 мая 1981 года деревня Красная Горка — в составе совхоза «Знамя»:102.

### Религия
По сведениям справочника Казанской епархии 1904 года жители деревни Красногорка были прихожанами Цивильского Троицкого собора (каменный, четырёхпрестольный, построен в 1734 году).

## Название
Название произошло от чув. хӗрлӗ «красный» и ту «холм, гора, возвышенность».

### Прежние названия
Красногорка (1904).

## Население
| 2010 | 2012 |
| ---- | ---- |
| 85   | ↘78  |

По данным всеобщей переписи населения 1897 года в деревне Красная Горка Цивильской волости Цивильского уезда проживали 223 человека

По данным Всероссийской переписи населения 2002 года в деревне проживало 74 человека, чуваши.

## Инфраструктура
Улицы: Зелёная, Набережная.

## Памятники и памятные места
- Памятник односельчанам, павшим в боях за свободу, независимость нашей Родины в Великой Отечественной войне 1941—1945 гг. (ул. Зелёная)[10].

## Уроженцы
- Антонов Николай Захарович (1922, Красная Горка Цивильского уезда — 2011, Чебоксары) — организатор производства, участник Великой Отечественной войны (1942—1945), работал директором Ибресинского лесхоза, лесокомбината; в 1967—1984 годах — главный инженер — первый заместитель министра лесного хозяйства Чувашской АССР. Внёс весомый вклад в дело внедрения механизации технологических процессов лесной отрасли республики. Заслуженный лесовод Чувашской АССР (1966). Награждён орденами Трудового Красного Знамени, Отечественной войны 2-й степени, Красной Звезды, медалями[11].
- Петрова Мария Ивановна (1919, Красная Горка Цивильского уезда — 1987, Чебоксары) — организатор в сфере культуры, работала заместителем директора по научной работе Республиканской библиотеки им. М. Горького (1946—1955), директором Государственной книжной палаты Чувашской АССР (1955—1978). Заслуженный работник культуры Чувашской АССР (1972), заслуженный работник культуры РСФСР (1976)[12].